# 胡權 (宋朝)
胡權（1094年—?），字經仲，小名星郎，小字夢祥。處州縉雲（今屬浙江）人，宋朝政治人物。
胡權在紹熙五年（1094年）生，胡昱的兒子。早年為鄉先生開課授徒，“数州之士往往以不得从其游为耻”。在绍兴十八年（1148年），55歲時考上進士。官職任崇安县尉以及歙县（今属安徽）丞，官位至太常寺主簿。卒年不詳。